# 中村松若 (初代)
初代中村 松若（なかむら しょうじゃく、1907年（明治40年）9月13日 - 1979年（昭和54年）10月16日）は、日本の歌舞伎役者。本名は重光 重夫（しげみつ しげお）。屋号は扇駒屋。

## 概要
父は初代・中村鴈治郎の頭取。1909年（明治42年）、大阪堂島座で「中村いびし」と名乗って初舞台を踏む。以降は鴈治郎門下で活躍。1925年（大正14年）、「中村扇」と改名。
師の死後は二代目・中村鴈治郎の門下となり脇役として活躍。1939年（昭和14年）、大阪歌舞伎座『寿曽我対面・石段』近江小藤太で初代中村松若を襲名。「松」松竹の白井松次郎の「松」と師の俳名「扇若」の「若」からそれぞれ一字とったものである。

## 人物・芸風
特筆すべきは、豊富な舞台経験と知識を活かし、師をはじめとする名優の演出や型について膨大なメモを残して国立劇場に寄贈し。歌舞伎界に大きな貢献を残したことである。1975年（昭和50年）にその功が認められ大阪市民文化功労章を、さらに1978年（昭和53年）無形文化財に認定されるなど晩節を飾った。
あくの強さはあったが『堀川波の鼓』の磯部床右衛門、『河庄』の太兵衛、『封印切』の八右衛門、『鰻谷』の香具屋弥兵衛などの端敵に良い味を出していた。